# Klameliidae
De Klameliidae zijn een familie van uitgestorven zoogdieren uit het Jura, behorend tot de Gobiconodonta. Het bevat slechts de twee soorten Ferganodon narynensis en Klamelia zhaopengi. Het gaat om kleine vormen uit Centraal-Azië.
De familie Klameliidae werd in 2006 benoemd door Thomas Martin en Alaxandr Awerianow. Zij gaven geen definitie als klade.
Verschillende mogelijke synapomorfieën zijn geopperd. De tandkronen van de onderste molariformen hebben in bovenaanzicht het profiel van een parallellogram, wat een aanwijzing kan zijn dat deze tanden elkaar overlapten in plaats van met hun e-d-f-knobbels in de bovenste molariformen te grijpen. Het cingulide heeft een opvallend knobbeltje aan de buitenkant van de distale zijde, dus richting de volgende tand in de rij. Het tandglazuur is verticaal geplooid op de buitenkant van de kroon.
Binnen de Gobiconodonta zouden de Klamliidae het zustertaxon zijn van de Gobiconodontidae.